# Domenico Turano
Domenico Turano (Palermo, 30 marzo 1814 – Palermo, 2 febbraio 1885) è stato un vescovo cattolico italiano,  85º vescovo di Agrigento.

## Carriera ecclesiastica
Fu ordinato sacerdote il 2 ottobre 1836 a Palermo.
La diocesi di Girgenti era rimasta vacante nel 1860 per la morte di mons. Domenico Maria Lo Jacono, anche per i tentativi del governo liberale di intervenire nella nomina dei vescovi, che era soggetta all'exequatur e alla pretesa di subentrare nel regio patronato ai precedenti monarchi, ossia di godere del diritto di presentazione dei vescovi. Nel 1865 il governo propose in colloqui informali la nomina di Michele Montuoro, presbitero della stessa diocesi, ma non si trovò un accordo con la Santa Sede. Dopo la frattura tra Chiesa e Stato con la presa di Porta Pia del 20 settembre 1870, la Santa Sede rifiutò di concordare le nomine dei vescovi e tra il 1871 e il 1872 procedette a nomine unilaterali per le diocesi siciliane. Così il 23 febbraio 1872 Domenico Turano fu designato vescovo da papa Pio IX e fu consacrato il 17 marzo dello stesso anno dal cardinale Michelangelo Celesia, co-consacranti il vescovo Ruggero Blundo e l'arcivescovo Giovanni Cirino.

Durante il suo episcopato la diocesi fu sconvolta dal cosiddetto "scisma di Grotte" guidato dal sacerdote Luigi Sciarratta contro l'autorità del vescovo e a favore di un'elezione popolare dei parroci; lo scisma si concluse con la scomunica di Sciarratta.
Morì ad Agrigento il 2 febbraio 1885 all'età di 70 anni.

## Genealogia episcopale
La genealogia episcopale è:
- Cardinale Scipione Rebiba
- Cardinale Giulio Antonio Santori
- Cardinale Girolamo Bernerio, O.P.
- Arcivescovo Galeazzo Sanvitale
- Cardinale Ludovico Ludovisi
- Cardinale Luigi Caetani
- Cardinale Ulderico Carpegna
- Cardinale Paluzzo Paluzzi Altieri degli Albertoni
- Papa Benedetto XIII
- Papa Benedetto XIV
- Papa Clemente XIII
- Cardinale Marcantonio Colonna
- Cardinale Giacinto Sigismondo Gerdil, B.
- Cardinale Giulio Maria della Somaglia
- Cardinale Luigi Lambruschini
- Cardinale Girolamo d'Andrea
- Cardinale Michelangelo Celesia, O.S.B.
- Vescovo Domenico Turano